# Kalem Company
Kalem Company foi um estúdio de cinema estadunidense fundado em Nova Iorque em 1907, por George Kleine, Samuel Long, e Frank J. Marion. A companhia adotou, então, as iniciais de seus fundadores, K, L, e M, formando o nome Kalem.

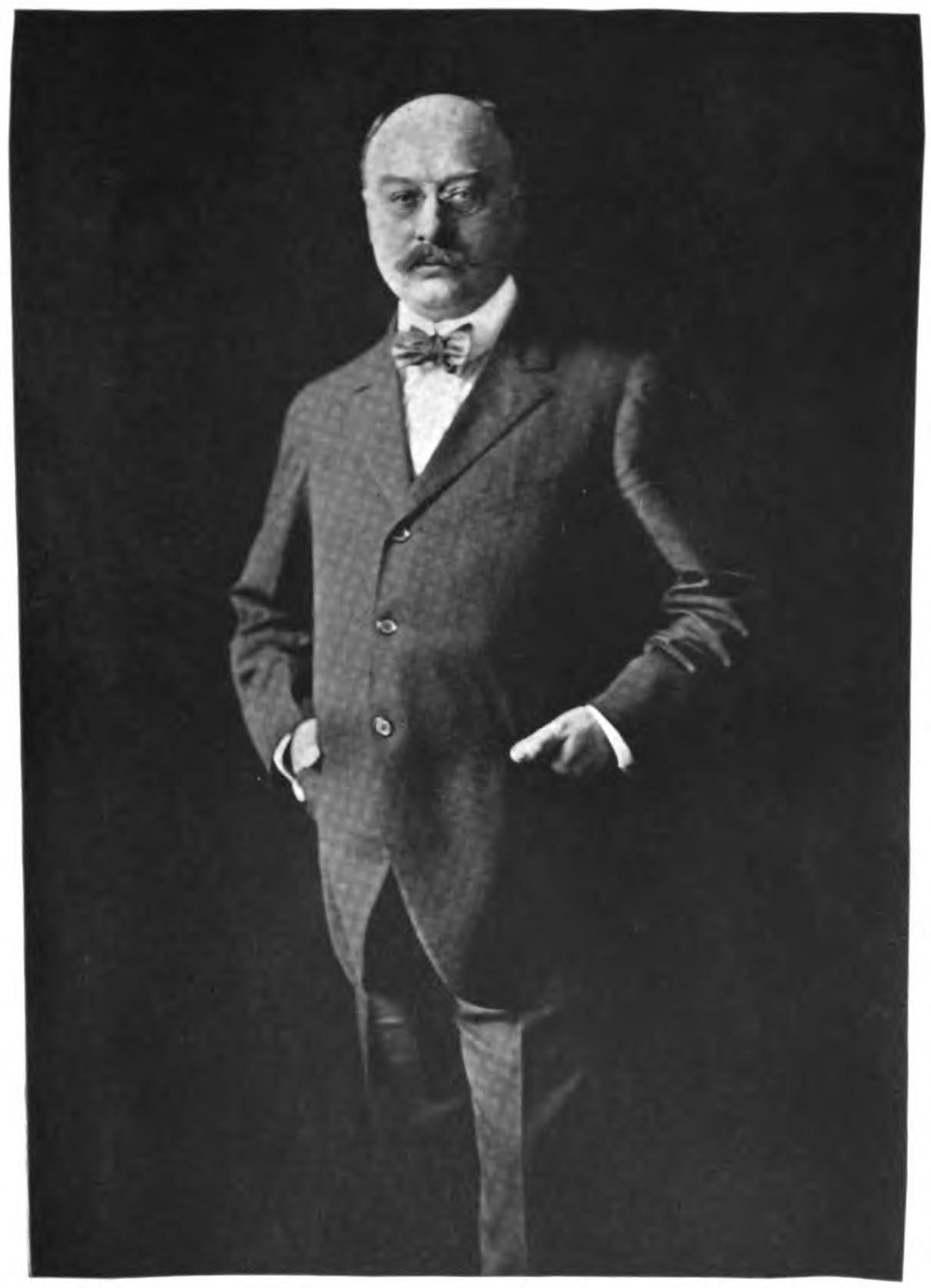
George Kleine, um dos fundadores da Kalem Company

A empresa imediatamente se uniu a outros estúdios na Motion Picture Patents Company, que detinha o monopólio da produção e distribuição de filmes. Seus filmes eram distribuídos pela General Film Company. Frank Marion tinha sido o gerente de vendas da Biograph Studios e Samuel Long fora o gerente da unidade de produção da Biograph em Hoboken, Nova Jérsei. Precisando levantar mais capital, os dois cineastas experientes se aproximaram do empresário George Kleine, de Chicago, para que entrasse como um parceiro. Kleine, que então já era um distribuidor de sucesso, ficou envolvido apenas um curto período de tempo, mas foi um investimento lucrativo tanto para ele, quanto para seus parceiros, que foram bem-sucedidos o suficiente para comprarem suas ações por um preço considerável.

## Formação e história
A companhia iniciou suas operações em um pequeno escritório localizado em um loft no 131 West 24th Street, em Nova Iorque. Os parceiros atraíram o gerente geral e diretor Sidney Olcott, da Biograph, que se tornou o Presidente da Kalem Company e foi recompensado com uma parte de seu estoque. Kalem tinha estúdios de interiores, então a maioria dos seus filmes foi filmada no local. Em fevereiro de 1907, a empresa fez seu primeiro filme, intitulado "The Sleigh Belle". Enquanto a Kalem teve sucesso após sucesso em seu primeiro ano, no outrora poderoso Biograph sua taxa de produção estagnou, prejudicado pela perda de pessoal importante.

## A Direção de Olcott

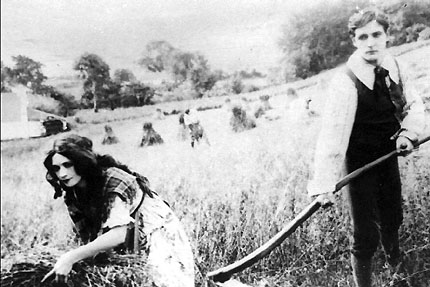
Gene Gauntier e Jack J. Clark na Irlanda, em cena do filme "You Remember Ellen" (1912)

Sob a direção de Sidney Olcott, a Kalem produziu um grande número de filmes significativos, incluindo a primeira adaptação de "Ben Hur". Em 1910, Olcott proporcionou à atriz Alice Joyce sua primeira atuação na produção "The Deacon's Daughter".
A versão de "Ben Hur" – em que Manhattan Beach, Brooklyn foi usada como locação para a Terra Santa – foi produzido sem a obtenção dos direitos do livro, um procedimento que era costumeiro na época, e a Kalem foi processada pelo autor, Lew Wallace. As partes chegaram a um acordo extrajudicial em 1911, na qual Kalem pagou $25.000 ndash; uma quantidade extremamente grande para a época. A ação ajudou a estabelecer a necessidade de obtenção de direitos de imagens de movimento para as propriedades usadas nas histórias pelos estúdios de cinema.
Em 1910, a companhia produziu um filme na Irlanda, tornando-se o primeiro estúdio a viajar para fora dos estados Unidos para filmar in loco. Como diretor, Olcott encabeçou a equipe na Irlanda e levou consigo a principal protagonista feminina e roteirista Gene Gauntier, o ator Robert Vignola e o camera man, George Hollister. Eles filmaram, então, A Lad from Old Ireland e um número de curta-metragens em Blarney Castle, Glengarriff e Lakes of Killarney. Olcott e Valentine Grant, sua futura esposa, além de outros integrantes do estúdio, retornaram à Irlanda no verão nos próximos dois anos. Os O'Kalems, como foi carinhosamente apelidada a comitiva americana, fez filmes irlandeses tais como Rory O'Moore, The Gypsies of Old Ireland, You Remember Ellen, The Colleen Bawn, e uma dúzia de outros. Mais tarde, a eclosão da Primeira Guerra Mundial impediu Olcott de seguir com seus planos de construir um estúdio permanente em Beaufort, no County Kerry.
Os filmes irlandeses levaram Olcott à Palestina em 1912, para fazer o primeiro filme de cinco rolos, intitulado "From the Manger to the Cross" ("Da Manjedoura à Cruz"), que contava a vida de Jesus. De acordo com Turner Classic Movies, é considerado o mais importante filme mudo sobre a vida de Cristo. Em 1998, o filme foi selecionado para o National Film Registry da Biblioteca do Congresso dos Estados Unidos.
A Kalem foi também um dos primeiros estúdios a regularizar a rodagem de filmes durante todo o ano através da criação de instalações na Flórida durante o inverno. A companhia da Flórida era composta por Sidney Olcott, George Hollister (camera man), Allen Farnham (artes cênicas); Arthur Clough (proprietário), Gene Gauntier (atriz e roteirista), Jack J. Clark (ator principal), Robert Vignola e Ethel Eastcourt.

## Expansão
No fim de 1910, a Kalem começou a organizar outros estúdios. Em novembro de 1910, William Wright, tesoureiro da empresa, foi enviado para a costa oeste para avaliar a viabilidade de um estúdio permanente para a realização de filmes de Western. Wright percebeu o potencial e adquiriu uma propriedade em Verdugo Canyon, em Glendale, na Califórnia, e uma equipe permanente foi enviada de Nova Iorque. Encabeçada pelo diretor Kenean Buel, a equipe era composta pelos atores Alice Joyce, George Melford, Jane Wolfe, Frank Lanning, Howard Oswald, Frank Brady, Knute Rahmn, Francelia Billington e Daisy Smith.
Com a demanda dos filmes do gênero Western, em 1911 um segundo estúdio da Califórnia foi inaugurado em Santa Mônica, Califórnia, com os atores Ruth Roland, Marin Sais, Ed Coxen e Marshall Neilan. As dependências de Santa Mônica eventualmente seriam usadas para fazer comédias. A Kalem operou no sul da Califórnia até outubro de 1913, quando eles assumiram a propriedade da Essanay Studios, no 1425 Fleming Street (agora, Hoover Street), no leste de Hollywood.
Em 1913, a Kalem Film Manufacturing Company foi renomeada Kalem Company.

## Seriados
Em novembro de 1914, a Kalem produziu o primeiro dos 119 capítulos do seriado "The Hazards of Helen", uma história aventuresca, em que Helen Holmes interpretou a personagem "Helen", e fez a maior parte de suas cenas de perigo nos primeiros 26 episódios até que ela e o diretor J.P. McGowan deixaram o seriado para configurar a sua própria empresa de produção cinematográfica. Os dois iniciaram um relacionamento amoroso durante as filmagens que os levou ao casamento. O diretor James Davis colocou a atriz Elsie McLeod substituindo Helen Holmes nos episódios 27–49, até que a "Helen" foi assumida de forma permanente por Helen Gibson.
Na esteira do sucesso de “Hazards of Helen”, a Kalem Studios produziu simultaneamente um outro seriado com dezesseis episódio, lançado em outubro de 1915, chamado “The Ventures of Marguerite”, estrelado por Marguerite Courtot.

## Final
Allan Dwan se juntou à Kalem por um curto período de tempo, assim como Mary Pickford, que também dirigiu filmes em 1913. Ao longo dos anos, a Kalem contratou vários outros diretores, como o ator que virou diretor George Melford, James W. Horne, Rube Miller, William Beaudine, Harry F. Millarde e Robert Ellis. Em 1915, a empresa perdeu Sidney Olcott que a deixou para trabalhar de forma independente para o World Film Corporation, para o Famous Players-Lasky, e outros estúdios. Em 1917, depois de ter feito perto de 1500 filmes, a Kalem Company foi vendida para a Vitagraph Studios.